# Andrena gigantimurus
Andrena gigantimurus là một loài Hymenoptera trong họ Andrenidae. Loài này được Tadauchi & Xu mô tả khoa học năm 2002.